# Nậm Công
Nậm Công là phụ lưu cấp 1 của sông Mã, chảy qua các huyện Sốp Cộp và Sông Mã, tỉnh Sơn La, Việt Nam .
Tỉnh lộ 105 từ thị trấn Sông Mã đến thị trấn Sốp Cộp được mở theo thung lũng của Nậm Công .

## Dòng chảy
Nậm Công hình thành từ hợp lưu nhiều suối ở xã Púng Bánh, ban đầu có tên Nậm Ban 20°59′59″B 103°29′5″Đ / 20,99972°B 103,48472°Đ.
Suối chảy theo hướng đông nam, từ cuối xã Púng Bánh có tên Nậm Công, chảy qua xã Dồm Cang đến thị trấn Sốp Cộp.
Tại thị trấn Sốp Cộp nó hợp lưu với các dòng Nậm Lạnh chảy từ tây nam qua xã Nậm Lạnh đến, và dòng Nậm Ca chảy từ đông nam qua xã Mường Và đến. 20°56′34″B 103°35′51″Đ / 20,94278°B 103,5975°Đ
Từ đây Nậm Công chuyển hướng đông bắc, qua xã Huổi Một thì đổ vào sông Mã.

## Thủy điện
Thủy điện Nậm Công gồm các thủy điện nhỏ đã và đang xây dựng trên Nậm Công và phụ lưu.
- Thủy điện Nậm Công - Huổi Một 21°00′28″B 103°39′06″Đ / 21,0078°B 103,65176°Đ, còn gọi là Nậm Công 3, công suất 10 MW tại xã Huổi Một huyện Sông Mã, hoàn thành năm 2010 [4][5].
- Thủy điện Tà Cọ 20°58′11″B 103°38′00″Đ / 20,96985°B 103,63342°Đ công suất 30 MW trên dòng chính Nậm Công, tại bản Tà Cọ, xã Sốp Cộp, huyện Sốp Cộp, hoàn thành năm 2012 [6][7].
- Thủy điện Nậm Công 5 21°02′18″B 103°42′32″Đ / 21,03827°B 103,70884°Đ công suất lắp máy 4 MW với 02 tổ máy, tại bản Pá Công xã Huổi Một, huyện Sông Mã tỉnh Sơn La, khởi công tháng 8/2017, đự kiến hoàn thành tháng 9/2018 [8].